# David Harvey (geograf)
David Harvey, född 31 oktober 1935 i Gillingham i Kent, är en brittisk geograf, vars marxistiska analyser gjort honom till en av de ledande inom den geografiska vetenskapen.

## Liv och verk
David Harvey började sin akademiska karriär vid universitetet i Cambridge där han blev filosofie doktor (Ph.D) 1961. Han hade 1960 - 61 en postdoktoral forskartjänst vid Uppsala universitet. Efter verksamhet vid universitetet i Bristol kom han 1969 till Johns Hopkins University i Baltimore USA. 
Så småningom började Harvey övertygas om att geografi som vetenskap framförallt bör försöka att ändra världen. Publiceringen 1973 av Social Justice and the City  är ett exempel på detta. Denna skrift åberopar en marxistisk vision för att försöka förstå urban fattigdom. 
Därefter har Harvey i andra böcker, artiklar och föreläsningar utvecklat sin strävan att skapa ett marxistisk perspektiv på den geografiska vetenskapen. The Limits to Capital 1982, av honom själv ansedd som sitt huvudverk, är en vidareutveckling av den marxistiska teorin inom ett område, där Marx själv var föga intresserad, nämligen den geografiska vetenskapen. Med detta verk kom Harvey att betraktas som den ledande marxistiske geografen och är nu den mest citerade inom den geografiska vetenskapen i världen. Han är dessutom nummer 18 på listan över de mest citerade författarna inom humaniora och samhällsvetenskap någonsin.
Vid slutet av åttiotalet återvände Harvey till England som professor i Oxford, där han 1989 publicerade The condition of Postmodernity, en materialistisk kritik av   idéer och argument inom postmodernism.
A Brief History of Neoliberalism (2005) ger en historisk genomgång av nyliberal teori och olika tillämpningar av denna sedan mitten på 70-talet. Den nyliberala globala politiska ekonomin betecknas som ett system till nytta för få på bekostnad av de många och som resulterat i (åter)skapandet av klasskillnader genom vad Harvey benämner "accumulation by dispossession" (ackumulation genom fråntagande). 
The Enigma of Capital (2010, Kapitalets gåta och kapitalismens kriser 2011) går en lång tid tillbaka för att belysa den nuvarande krisen. Harvey förklarar hur kapitalism kom att dominera världen och varför resultatet blev den nuvarande finanskrisen. Han förklarar att kapitalismens väsen är laglöshet och avsaknad av moral. Att tala om reglerad etisk kapitalism vore ett fundamentalt felslut. 
Han återvände 1993 till USA, där han numera är professor i City University of New York och har senaste åren skrivit åtskilliga böcker, särskilt vad beträffar marxismens roll i det nya årtusendet. Hans föreläsningar om Kapitalet på nätet besöktes av 700 000 åhörare mellan juni 2008 och mars 2010.

## Artiklar, föreläsningar och intervjuer
- Harvey, D. 2000. Possible Urban Worlds. The Fourth Megacities Lecture. The Hague.
- Merrifield, A. 2002. David Harvey: The Geopolitics of Urbanization. In Metromarxism: A Marxist Tale of the City. New York: Routledge.
- Harvey, D. 2002. Chapter in Geographical Voices: Fourteen Autobiographical Essays. Ed. p Gould and FR Pitts. Syracuse University Press.
- Harvey, D. and Kreisler, H. 2004. A Geographer's Perspective on the New American Imperialism. Conversations with History. Institute of International Studies, UC Berkeley.
- Castree, N. 2004. David Harvey. In Key Thinkers on Space and Place, eds. Hubbard, Kitchin, Valentine. Sage Pubs.
- Castree, N., Essletzbichler, J., Brenner, N. 2004. "Symposium: David Harvey's 'The Limits to Capital': Two Decades On." Antipode 36(3):400-549.
- Harvey, D. 2005. A Brief History of Neoliberalism. University of Chicago Center for International Studies Beyond the Headlines Series. October 26, 2005. audio
- Harvey, D. and Choonara, J. 2006. "A War Waged by the Wealthy", an interview in SR magazine covering Harvey's account of neoliberalism and class.
- Jones, J.P. III, T.Mangieri, M.McCourt, S.Moore, K.Park, M.Pryce-Jones, K.Woodward. 2006.  David Harvey Live. New York: Continuum.
- Castree, N. and Gregory, D. 2006. David Harvey: a Critical Reader. Oxford: Blackwell. Trevor Barnes chapter
- Harvey, D. 2006. Neoliberalism and the City. Middlebury College, Rohatyn Center for International Affairs Symposium, "Urban Landscapes: The Politics of Expression". September 29, 2006.
- Ashman, S. 2006. "Symposium: On David Harvey's 'The New Imperialism'." Historical Materialism 14(4): 3-166.
- Lilley, S. 2006 On Neoliberalism: An Interview with David Harvey MR Zine June 19, 2006.
- Harvey, D. 2006. Neoliberalism and the City. 22nd Annual University of Pennsylvania Urban Studies Public Lecture. November 2, 2006. audio
- Harvey, D. 2007. Lecture at Dickinson College, sponsored by the Clarke Forum for Contemporary Issues. Feb 1, 2007.
- Harvey, D., Arrighi, G., Andreas, J., 2008. Symposium on Giovanni Arrighi's Adam Smith in Beijing. March 5, 2008. Red Emma's of Baltimore. video
- A Conversation With David Harvey
- Harvey, D. 2008 Reading Marx's Capital An open course consisting of a close reading of the text of Marx's Capital Volume I in 13 video lectures by David Harvey.
- Escobar, P., 2008 The State of Empire: Pepe Escobar talks to David Harvey The Real News Network August 19, 2008.
- Schouten, P., 2008 Theory Talk #20: David Harvey on the Geography of Capitalism, Understanding Cities as Polities and Shifting Imperialisms Theory Talks October 9, 2008.
- Harvey, D. 2008 The Right to the City, 'New Left Review', October 2008
- Harvey, D. 2008. The Enigma of Capital. A lecture at City University of New York Graduate Center on November 14, 2008 audio
- Harvey, D. 2008. A Financial Katrina - Remarks on the Crisis. A lecture at City University of New York Graduate Center on October 29, 2008 audio
- Harvey, D. 2009. Why the U.S. Stimulus Package is Bound To Fail. January 12, 2009.
- Harvey, D. 2009. Reshaping Economic Geography: The World Development Report 2009 Development and Change. Institute of Social Studies, The Hague. December, 15 2009.
- Harvey, D. 2009. Organizing for the Anti-Capitalist Transition. Draws heavily on his forthcoming [April 2010] book,The Enigma of Capital. December 16, 2009.
- Harvey, D. 2010. The Crises of Capitalism Lecture given at the RSA, London. Provides a concise overview of the argument presented in The Enigma of Capital and the Crises of Capitalism. Includes question and answer session after lecture. April 26, 2010.
- Harvey, D. 2010. The Crises of Capitalism (abridged and animated) Animated (and abridged) version of 2010 RSA Lecture above. Concise and humorous introduction to Harvey's thought on the 2007-08 economic crisis. June 28, 2010.

På svenska
- P1 Kosmo 4 februari 2012 Kapitalism - om pengar och protester